# El Carrizal
El Carrizal è un comune del dipartimento di Chalatenango, in El Salvador.